# Pictodentalium festivum
Pictodentalium festivum är en blötdjursart som först beskrevs av Sowerby 1914.  Pictodentalium festivum ingår i släktet Pictodentalium och familjen Dentaliidae. Inga underarter finns listade i Catalogue of Life.